# Lucile Cornet-Vernet
Pour les articles homonymes, voir Cornet et Vernet.
Lucile Cornet-Vernet, née le 11 mai 1968, est une orthodontiste et humanitaire française.

## Parcours
Lucile Cornet-Vernet est diplômée, en 1997, en chirurgie dentaire, et spécialisée en orthodontie.[réf. nécessaire]
En 2011, elle s'intéresse à l'armoise annuelle (artemisia annua) à la suite de la guérison rapide de son ami Alexandre Poussin atteint de neuro-paludisme[réf. nécessaire], la forme la plus grave de paludisme, lors d'un voyage en Éthiopie[Ce passage est incohérent].  
En 2012 elle fonde l'ONG La Maison de l'Artemisia, pour accélérer les recherches sur les tisanes d’artemisia annua et d'artemisia afra, plantes issues respectivement de la médecine traditionnelle chinoise et de la médecine traditionnelle africaine. Elle appelle à mener toutes les études complémentaires nécessaires, in vitro et in vivo, pour compléter la connaissance scientifique de la plante et de ses effets.   
Après avoir rassemblé des fonds, elle se met en en relation avec le médecin congolais Jérôme Munyangi. Ils réalisent ensemble six études cliniques sur les tisanes d'artemisia annua et afra. Ces travaux l'amènent notamment au Burkina-Faso et au Congo,. Une étude est entreprise à l'Université de Kolwezi, avec Constant Tchandema et Pierre Lutgen. Le potentiel d'un nouveau médicament contre une maladie aux effets dévastateurs éveille l'intérêt de la presse,. Elle se heurte cependant à la non-reconnaissance par l'OMS de l'efficacité de ce produit.  
Outre le fait que cette thérapie par voie orale est remise en cause par le monde médical, il faut souligner qu'en août 2020, deux articles scientifiques de 2018, rapportant les résultats d'études cliniques dont elle a été co-auteur avec Jérôme Munyangi et Christian Perronne sont rétractés par l'éditeur de la revue Phytomedicine devant des anomalies majeures concernant ces deux études et l'absence de réponse "raisonnable" des auteurs selon la notice de rétractation. L'histoire de ces deux essais a été décrite en détail par le site Web retraction watch.

## Ouvrages
- Artemisia, une plante pour éradiquer le paludisme, avec Laurence Couquiaud, éd. Acte Sud, 2018.